# Taining

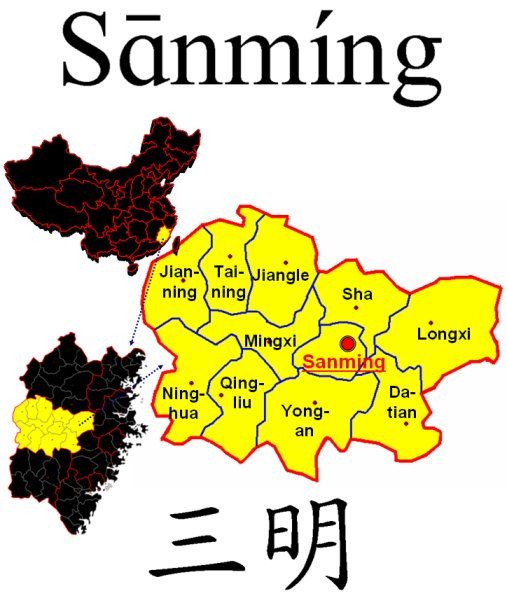
Kreisebene der Stadt Sanming

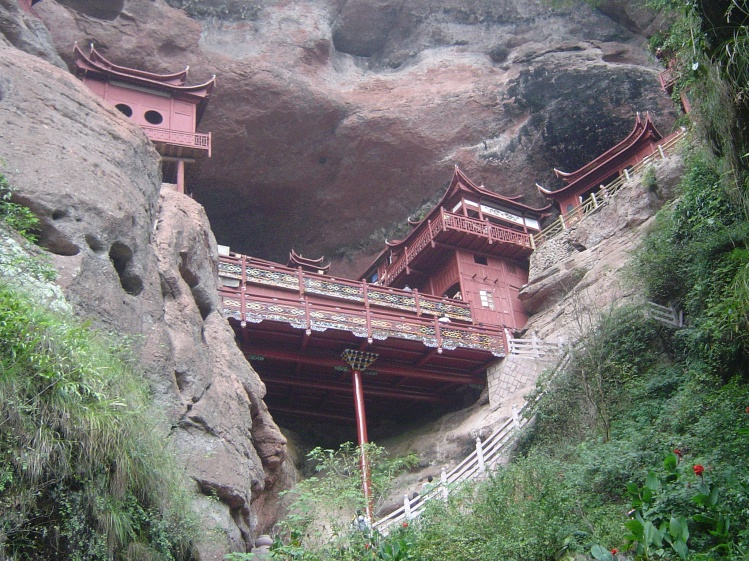
Ganlu-Tempel in Taining

Taining (chinesisch 泰宁县, Pinyin Tàiníng Xiàn) ist ein chinesischer Kreis der bezirksfreien Stadt Sanming in der Provinz Fujian. Er hat eine Fläche von 1.528 km² und zählt 104.071 Einwohner (Stand: 2020). Sein Hauptort ist die Großgemeinde Shancheng (杉城镇).
Die Residenz des Shangshu in Taining (Taining Shangshudi jianzhuqun 泰宁尚书第建筑群) – von Li Chunye aus der Zeit der Ming-Dynastie – steht seit 1988 auf der Liste der Denkmäler der Volksrepublik China (3-86).